# Osmose Productions
Osmose Productions je francuska nezavisna diskografska kuća. 
Osnovao ju je 1991. godine Hervé Herbaut, te je spezijalizirana za izdanja death i black metal izvođača. Mnogi sastavi koji su započeli s Osmoseom su kasnije potpisali za velike izdavačke kuće kao što su Nuclear Blast, Century Media i Metal Blade.

## Sastavi
Neki od sastava čija su izdanja objavljena pod Osmose Productionsom
| - Absu - Angelcorpse - Benighted - Bewitched - Blasphemy - Dark Tranquillity - Detonation - Enslaved - Extreme Noise Terror - Immortal | - Impaled Nazarene - Marduk - Melechesh - Merciless - Pyogenesis - Rotting Christ - Samael - Shining - Vital Remains |

## Vanjske poveznice
- Službena stranica